# Clement Smoot
Clement Eyer Smoot (Highland Park, Illinois, 7 d'abril de 1884 - Highland Park, 19 de gener de 1963) va ser un golfista estatunidenc que va competir a primers del segle xx.
El 1904 va prendre part en els Jocs Olímpics de Saint Louis, on guanyà la medalla d'or en la prova per equips del programa de golf, com a membre de l'equip Western Golf Association. En la prova individual quedà eliminat en setzens de final.